# Petrîkiv, Pokrovske
Petrîkiv (în ucraineană Петриків) este un sat în așezarea urbană Pokrovske din raionul Pokrovske, regiunea Dnipropetrovsk, Ucraina.

## Demografie
Componența lingvistică a localității Petrîkiv
     Ucraineană (100%)
Conform recensământului din 2001, toată populația localității Petrîkiv era vorbitoare de ucraineană (100%).